# Вилагранде Стризаили
Вилагранде Стризаили (итал. Villagrande Strisaili) је насеље у Италији у округу Нуоро, региону Сардинија.
Према процени из 2011. у насељу је живело 2579 становника. Насеље се налази на надморској висини од 648 м.

## Становништво
| 1931. | 1936. | 1951. | 1961. | 1971. | 1981. | 1991. | 2001. | 2011. |
| ----- | ----- | ----- | ----- | ----- | ----- | ----- | ----- | ----- |
| 2.422 | 2.687 | 3.369 | 3.976 | 4.029 | 3.862 | 3.761 | 3.697 | 3.376 |